# 新滨立也
新滨立也（日语：／ Shinhama Tatsuya，1996年7月11日—），日本男子速度滑冰运动员，2020年世界单程距离速度滑冰锦标赛男子500米铜牌得主、2024年四大洲速度滑冰锦标赛男子500米和男子1000米铜牌得主。